# Ischelandstadion
Das Ischelandstadion ist ein Fußballstadion und Leichtathletikanlage in der nordrhein-westfälischen Stadt Hagen, Südwestfalen. Die Anlage ist die Heimspielstätte des Fußballvereins SSV Hagen. 

## Geschichte
Das Ischelandstadion wurde 1960 eröffnet und verfügt über ca. 16.500 Zuschauerplätze, davon 800 überdacht. Das ursprüngliche Fassungsvermögen betrug 42.000 Zuschauer. Der Zuschauerrekord ist auf das Jahr 1965 datiert und beträgt 32.000 Besucher. Nach dem Aufstieg des TSG Sprockhövel in die Fußball-Regionalliga West 2016/17 trug der Verein einige Risikospiele im Hagener Stadion aus. Für die Regionalliga ist es für 10.500 Besucher zugelassen. Seit November 2024 trägt Türkspor Dortmund seine Regionalliga-Heimspiele im Stadion aus, da in Dortmund kein den Auflagen entsprechendes Stadion zur Verfügung steht.
2005 wurden rote Sitzplatzschalen auf den Holzbänken der überdachten Haupttribüne montiert. 2006 wurden die Holztribünen links (Starttribüne) und rechts (Zieltribüne) von der Haupttribüne aus gesehen entfernt und die Kunststoffbahn erneuert.